# Maestra (película)
Maestra es un documental de 2012 dirigido por la estadounidense Catherine Murphy sobre las maestras más jóvenes de la Campaña de Alfabetización Cubana de 1961.

## Contexto
En 1961, el gobierno revolucionario cubano se propuso erradicar el analfabetismo en un año. Para ello, envió 250.000 voluntarios a toda la isla para enseñar a leer y escribir en comunidades rurales. De todos ellos, 100.000 eran menores de 18 años y más de la mitad eran mujeres.
La película está narrada en inglés por la autora ganadora del premio Pulitzer Alice Walker y presenta entrevistas en español (con subtítulos en inglés) con nueve de las mujeres que enseñaron en la Campaña. Maestra presenta entrevistas con Norma Guillard, una de las primeras mujeres cubanas en llamarse feminista, y Diana Balboa, una de las primeras miembros abiertas de la comunidad homosexual de Cuba y defensora internacional de los derechos LGBT. Ambas tenían 15 años en el momento de la campaña.

## Producción
En 2004, Murphy descubrió que conocía a varias mujeres en La Habana que se habían ofrecido como voluntarias para el proyecto; tenían más de 60 años. Murphy debía regresar a los Estados Unidos, pero antes de hacerlo, decidió grabar tres entrevistas con ex voluntarias de la Campaña de Alfabetización. De 2004 a 2010, Murphy continuó rastreando historias de voluntarias de la Campaña de Alfabetización y las familias que los acogieron, y finalmente produjo y dirigió Maestra y fundó The Literacy Project.
Maestra se estrenó en los Estados Unidos en abril de 2011 con dos proyecciones en San Francisco.

## Premios y festivales
La película ha ganado los siguientes premios:
- Black Maria Film Festival, ganador del premio Director's Choice
- Festival de Cine de Ojai, Mención de Honor

Maestra se ha proyectado en los siguientes festivales de cine:
| Año  | Festival                                                  | Lugar         | País           | Ref.   |
| ---- | --------------------------------------------------------- | ------------- | -------------- | ------ |
| 2012 | Festival de Cine de Traverse City                         | Traverse City | Estados Unidos | [ 5 ]  |
| 2012 | Festival Internacional de Cine del Legacy Media Institute | Petersburg    | Estados Unidos | [ 6 ]  |
| 2012 | LA Femme International Film Festival                      | Los Ángeles   | Estados Unidos | [ 7 ]  |
| 2012 | Festival de Cine de Raindance                             | Londres       | Reino Unido    | [ 8 ]  |
| 2013 | New York African Diaspora International Film Festival     | Nueva York    | Estados Unidos | [ 9 ]  |
| 2013 | Festival Internacional de Cine de Louisville              | Louisville    | Estados Unidos | [ 10 ] |
| 2013 | Festival Internacional de Cine Latino de Los Ángeles      | Los Ángeles   | Estados Unidos | [ 11 ] |
| 2013 | Festival de Cine de New Hampshire                         | Portsmouth    | Estados Unidos | [ 12 ] |
| 2014 | Workers Unite! Film Festival                              | Nueva York    | Estados Unidos | [ 13 ] |
| 2014 | Workers Film Festival                                     | San Diego     | Estados Unidos | [ 14 ] |
| 2014 | Festival de Cine de Sarasota                              | Sarasota      | Estados Unidos | [ 15 ] |

## Distribución
Maestra es distribuida por Women Make Movies, una organización sin fines de lucro fundada en 1971 para abordar la representación insuficiente y la tergiversación de las mujeres en los medios de comunicación que facilita la producción, promoción, distribución y exhibición de películas independientes de y sobre mujeres.